# Aphlotes litus
Aphlotes litus är en mångfotingart som beskrevs av Chamberlin 1945. Aphlotes litus ingår i släktet Aphlotes, ordningen banddubbelfotingar, klassen dubbelfotingar, fylumet leddjur och riket djur. Inga underarter finns listade i Catalogue of Life.